# Marcelo Bugliotti
Marcelo Adrian Bugliotti (Jesús María, 15 de agosto de 1971) es un piloto de automovilismo argentino. Se destacó en diferentes categorías zonales, provinciales y nacionales. Fue piloto de rally nacional y también se destacó en competiciones de pista asfaltada. Incursionó en las cuatro categorías más importantes del automovilismo argentino: El Turismo Carretera, el TC 2000, el Top Race y el Turismo Nacional.
Durante su incursión en el TC 2000, participó con su escudería Pro Racing, inicialmente poniendo en pista modelos Honda Civic. La performance de su equipo lo llevó a sellar en 2003 un acuerdo con la filial argentina de Chevrolet, logrando establecer el equipo oficial Chevrolet Pro Racing, del cual además de ser uno de sus pilotos, fue uno de sus directivos. En 2004 logró dos victorias y resultó tercero en el campeonato, en tanto que su escudería obtiene la corona de TC 2000. Al año siguiente se retiró, retornando en 2006 y colaborando con los triunfos de Matías Rossi en ese año y al año siguiente.
En 2008 incursiona por primera vez en el Turismo Nacional con un Chevrolet Astra del equipo de Luis Belloso, haciendo una temporada irregular. En 2009, luego de su primera temporada completa, obtiene su primer título a nivel nacional al alzarse con la corona de campeón de la Clase 3 del Turismo Nacional con un Chevrolet Astra del equipo de Luis Alberto Belloso. Ese año, alternó con presentaciones en el TC 2000, a bordo de un Honda Civic particular sin resultados relevantes.
Bugliotti continuó su carrera dentro de la Clase 3 del Turismo Nacional, compitiendo como piloto semioficial para las terminales Seat y Ford, hasta el año 2013, cuando por causa del fallecimiento de su padre, decidió establecer un parate en su actividad por tiempo indeterminado.
En 2015 disputó la fecha de Catamarca del Campeonato Argentino de Rallycross con un Citroën DS3.
Su padre Ricardo Francisco Bugliotti fue ex copropietario de Hipermercados Libertad y cofundador de Pro Racing. Su hermana Nora Bugliotti fue directora de Pro Racing. Su sobrino Francisco Viel Bugliotti también es piloto.

## Estadísticas en TC2000
- Carreras corridas: 129
- Victorias: 10
- Poles: 3
- Récords de vuelta: 16

## Carrera deportiva
- 1979-1985: Participación en competencias de Karting
- 1981-1983: Campeón Provincial de Karting, Junior y Señor
- 1986: Campeón Argentino Karting (Junior) - Subcampeón (Señor)
- 1989: Fórmula Renault Argentina (Crespi). Fórmula 3 Sudamericana (Berta Renault)
- 1990: Fórmula Toyota Japonesa (4.º) y Fórmula 3 Sudamericana
- 1990: Fórmula Toyota Japonesa y Fórmula 3 Sudamericana
- 1992-1993: Fórmula 3 Japonesa- Dallara Honda y Ralt Toyota
- 1995-1998: Rally Argentino (Renault 18, Mitsubishi Lancer Evo VI - Grupo N-4)
- 1999: TC2000 (Honda Civic, 10.º), Campeonato Provincial y Argentino de Rally con Mitsubishi Lancer Evo VI - Grupo N-4
- 2000: TC2000 (Honda Civic, 7.º), Campeonato Provincial y Argentino de Rally con Mitsubishi Lancer Evo VI - Grupo N-4
- 2001: TC2000 (Honda Civic, 8.º)
- 2002: TC2000 (Honda Civic, 6.º), TC con Ford Falcon (1 victoria - Bahía Blanca Base Aeronaval Comandante Espora)
- 2003: TC2000 (Chevrolet Astra, 8.º)
- 2004: TC2000 (Chevrolet Astra, 2 victorias, 3.º). TC con Chevrolet Chevy (1 victoria - Buenos Aires I)
- 2005: TC2000 (Chevrolet Astra)
- 2006: TC2000 (Chevrolet Astra, 19.º).
- 2007: TC2000 (Chevrolet Astra, 2 victorias, 10.º).
- 2008: TC2000 (Chevrolet Astra, 11.º), Turismo Nacional Clase 3 (Chevrolet Astra).
- 2009: TC2000 (Honda Civic, 22.º), Campeón Argentino de la Clase 3 Turismo Nacional (Chevrolet Astra).
- 2010: Clase 3 Turismo Nacional (Seat Leon), Turismo Carretera (Chevrolet Chevy)
- 2011: Clase 3 Turismo Nacional (Seat Leon).
- 2012: Clase 3 Turismo Nacional (Seat Leon-Ford Focus II).
- 2013: Clase 3 Turismo Nacional (Ford Focus II).

## Resultados

### Turismo Competición 2000
| Año  | Equipo                      | Auto               | 1    | 2    | 3     | 4     | 5     | 6    | 7   | 8    | 9      | 10     | 11     | 12    | 13    | 14     | 15  | 16  | 17    | 18    | 19  | 20  | 21  | 22  | 23  | 24  | 25  | 26  | 27    | 28    | Res. | Puntos |
| ---- | --------------------------- | ------------------ | ---- | ---- | ----- | ----- | ----- | ---- | --- | ---- | ------ | ------ | ------ | ----- | ----- | ------ | --- | --- | ----- | ----- | --- | --- | --- | --- | --- | --- | --- | --- | ----- | ----- | ---- | ------ |
| 1999 |                             |                    | AG I | AG I | MDP   | MDP   | POS   | POS  | OLA | OLA  | RC     | RC     | BA I   | BA I  | BB    | BB     | TRE | TRE | AG II | AG II | GR  | GR  | RAF | RAF | PAR | PAR | SJO | SJO | BA II | BA II | 10.º | 118    |
| 1999 | Honda Young                 | Honda Civic VI     | Ret  | Ret  | 22    | 4     | Ret   | Ex.  | 12  | 1    | 8      | Ret    | 22†    | Ret   | 7     | Ret    | 3   | 3   | 4     | 1     | Ret | Ex. | 21† | Ret | NL  | Ret | Ex. | Ret | 3     | 2     | 10.º | 118    |
| 2000 |                             |                    | RC I | TRE  | AG    | SJU I | PAR I | OBE  | BB  | RAF  | BA I   | SJO    | SJU II | RC II | BA II | PAR II |     |     |       |       |     |     |     |     |     |     |     |     |       |       | 7.º  | 73     |
| 2000 | Honda Team Pro Racing       | Honda Civic VI     | 5    | 12   | 18†   | 5     | 16†   | 8    | 1   | 18†  | 7      | 2      | 2      | Ret   | Ex.   |        |     |     |       |       |     |     |     |     |     |     |     |     |       |       | 7.º  | 73     |
| 2001 |                             |                    | RAF  | RC   | BB    | SJU I | PAR   | BA I | OBE | AG I | SJO    | SJU II | MDA    | RES   | AG II | BA II  |     |     |       |       |     |     |     |     |     |     |     |     |       |       | 8.º  | 49     |
| 2001 | Team Pro Racing             | Honda Civic VI     |      | Ex.  | 8     | Ex.   | 5     | 7    | 16† | Ex.  | 1      | Ret    | 13†    | 15†   | WD    | 3      |     |     |       |       |     |     |     |     |     |     |     |     |       |       | 8.º  | 49     |
| 2002 |                             |                    | GR   | RC   | SJU I | BB    | RES   | OBE  | AG  | SAL  | SJU II | PAR    | BA     | SRA   | PIG   | MDP    |     |     |       |       |     |     |     |     |     |     |     |     |       |       | 6.º  | 79     |
| 2002 | Team Pro Racing             | Honda Civic VI     | 12   | 7    | 1     | Ret   | 4     | 15   | 1   | 12   | 8†     | 14†    | 9      | 3     | Ret   | 5      |     |     |       |       |     |     |     |     |     |     |     |     |       |       | 6.º  | 79     |
| 2003 |                             |                    | SL I | GR   | TRE   | SJU   | BB    | OBE  | RC  | SAL  | RES    | SR     | BA     | SL II | AG    | MDP    |     |     |       |       |     |     |     |     |     |     |     |     |       |       | 8.º  | 65     |
| 2003 | Chevrolet Pro Racing        | Chevrolet Astra II | Ret  | Ret  | Ret   | 3     | 6     | Ret  | 18  | 11   | 3      | Ret    | 1      | NL    | 2     | 12     |     |     |       |       |     |     |     |     |     |     |     |     |       |       | 8.º  | 65     |
| 2004 |                             |                    | GR   | VIE  | SJU   | PAR   | SL    | OBE  | AG  | CON  | RC     | SRA    | BB     | BA    | RAF   | MDP    |     |     |       |       |     |     |     |     |     |     |     |     |       |       | 3.º  | 115    |
| 2004 | Chevrolet Pro Racing        | Chevrolet Astra II | Ret  | 10   | Ret   | 5     | 2     | 6    | 1   | 4    | 6      | 15     | 8      | 3     | 1     | 5      |     |     |       |       |     |     |     |     |     |     |     |     |       |       | 3.º  | 115    |
| 2005 |                             |                    | BA I | PAR  | VIE   | SJU   | OLA   | AG   | CUR | OBE  | RAF    | SRA    | CON    | BA II | SL    | GR     |     |     |       |       |     |     |     |     |     |     |     |     |       |       | -    | 0      |
| 2005 | DTA                         | Chevrolet Astra II |      |      |       | Ex.   | NL    | 12   |     |      |        |        |        |       |       |        |     |     |       |       |     |     |     |     |     |     |     |     |       |       | -    | 0      |
| 2005 | Chevrolet Pro Racing        | Chevrolet Astra II |      |      |       |       |       |      |     |      | NL     | 22†    | Ret    |       |       |        |     |     |       |       |     |     |     |     |     |     |     |     |       |       | -    | 0      |
| 2006 |                             |                    | BA I | OLA  | CR    | VIE   | SFE   | SJU  | SRA | RES  | CUR    | SMM    | GR     | BA II | OBE   | PAR    |     |     |       |       |     |     |     |     |     |     |     |     |       |       | 19.º | 10     |
| 2006 | Chevrolet Elaion Pro Racing | Chevrolet Astra II |      |      |       | 11†   | NL    | 15   | 14  | 13   | 6      | 17†    | Ret    | Ret   | 18    | Ret    |     |     |       |       |     |     |     |     |     |     |     |     |       |       | 19.º | 10     |
| 2007 |                             |                    | CR   | GR   | BB    | SMM   | SJU   | SP   | AG  | SFE  | SRA    | VIE    | BA     | OBE   | SL    | PDE    |     |     |       |       |     |     |     |     |     |     |     |     |       |       | 10.º | 66     |
| 2007 | Chevrolet Elaion            | Chevrolet Astra II | 1    | 13   | 8     | Ret   | 19†   | 1    | 9   | Ex.  | 6      | 17     | Ret    | 8     | Ex.   | 6      |     |     |       |       |     |     |     |     |     |     |     |     |       |       | 10.º | 66     |
| 2008 |                             |                    | PAR  | SAL  | GR    | SFE   | SJU   | RES  | AG  | BA   | OBE    | TRH    | VIE    | SMM   | PDF   | PDE    |     |     |       |       |     |     |     |     |     |     |     |     |       |       | 11.º | 51     |
| 2008 | Chevrolet Elaion            | Chevrolet Astra II | 2    | 13   | 16    | Ret   | Ret   | 6    | 19  | 6    | 7      | 4      | 12     | 7     | 18†   | 9      |     |     |       |       |     |     |     |     |     |     |     |     |       |       | 11.º | 51     |
| 2009 |                             |                    | AG   | GR   | OBE   | SMM   | TRH   | RES  | BA  | CEN  | SFE    | SFE    | SJU    | SJU   | PDF   |        |     |     |       |       |     |     |     |     |     |     |     |     |       |       | 21.º | 8      |
| 2009 | Bainotti Factory Racing     | Honda Civic VII    | Ret  |      |       |       |       |      |     |      |        |        |        |       |       |        |     |     |       |       |     |     |     |     |     |     |     |     |       |       | 21.º | 8      |
| 2009 | Escudería Río de la Plata   | Honda Civic VIII   |      |      |       |       |       | 14   | 23† | 5    | NL     | 15     | 12     | 16    | Ret   |        |     |     |       |       |     |     |     |     |     |     |     |     |       |       | 21.º | 8      |
| 2010 |                             |                    | PDE  | SMM  | GR    | AG    | RES   | TRH  | LR  | SFE  | SFE    | CEN    | OBE    | BA    | PDF   |        |     |     |       |       |     |     |     |     |     |     |     |     |       |       | -    | -      |
| 2010 | Scuderia Fiat               | Fiat Linea         |      |      |       |       |       |      |     |      |        |        |        | Ret   |       |        |     |     |       |       |     |     |     |     |     |     |     |     |       |       | -    | -      |
| 2011 |                             |                    | GR   | SFE  | SFE   | SMM   | SJU   | RES  | AG  | TRH  | LPL    | TRE    | JUN    | PDF   | PAR   |        |     |     |       |       |     |     |     |     |     |     |     |     |       |       | -    | -      |
| 2011 | Peugeot Cobra Team          | Peugeot 307        |      |      |       |       |       |      |     |      | 15     |        |        |       |       |        |     |     |       |       |     |     |     |     |     |     |     |     |       |       | -    | -      |

#### Copa de Pilotos Privados
| Año  | Equipo                    | Auto             | 1   | 2  | 3   | 4   | 5   | 6   | 7   | 8   | 9   | 10  | 11  | 12  | 13  | Res. | Puntos |
| ---- | ------------------------- | ---------------- | --- | -- | --- | --- | --- | --- | --- | --- | --- | --- | --- | --- | --- | ---- | ------ |
| 2009 |                           |                  | AG  | GR | OBE | SMM | TRH | RES | BA  | CEN | SFE | SFE | SJU | SJU | PDF | 3.º  | 19     |
| 2009 | Bainotti Factory Racing   | Honda Civic VII  | Ret |    |     |     |     |     |     |     |     |     |     |     |     | 3.º  | 19     |
| 2009 | Escudería Río de la Plata | Honda Civic VIII |     |    |     |     |     | 3   | 14† | 1   | NL  | 5   | 3   | 4   | Ret | 3.º  | 19     |

#### Copa Endurance Series
| Año  | Equipo                    | Auto             | 1   | 2   | 3   | Res. | Puntos |
| ---- | ------------------------- | ---------------- | --- | --- | --- | ---- | ------ |
| 2009 |                           |                  | TRH | BA  | PDF | -    | 0      |
| 2009 | Escudería Río de la Plata | Honda Civic VIII |     | 23† | Ret | -    | 0      |